# Kunzeja
Kunzeja (lat. Kunzea), rod listopadnog i vazdazelenog grmlja i drveća iz porodice mirtovki (Myrtaceae). Postoji šezdesetak vrsta koje rastu u Australiji, Tasmaniji i na Novom Zelandu.

## Vrste
1. Kunzea acicularis Toelken & G.F.Craig
2. Kunzea acuminata Toelken
3. Kunzea affinis S.Moore
4. Kunzea amathicola de Lange & Toelken
5. Kunzea ambigua (Sm.) Druce
6. Kunzea aristulata Toelken
7. Kunzea axillaris Toelken
8. Kunzea badjaensis Toelken
9. Kunzea baxteri (Klotzsch) Schauer
10. Kunzea bracteolata Maiden & Betche
11. Kunzea caduca Toelken
12. Kunzea calida F.Muell.
13. Kunzea cambagei Maiden & Betche
14. Kunzea capitata (Sm.) Heynh.
15. Kunzea ciliata Toelken
16. Kunzea cincinnata Toelken
17. Kunzea clavata Toelken
18. Kunzea dactylota Toelken
19. Kunzea ericifolia (Sm.) Heynh.
20. Kunzea ericoides (A.Rich.) Joy Thomps.
21. Kunzea eriocalyx F.Muell.
22. Kunzea flavescens C.T.White & W.D.Francis
23. Kunzea glabrescens Toelken
24. Kunzea graniticola Byrnes
25. Kunzea jucunda Diels & E.Pritz.
26. Kunzea juniperoides Toelken
27. Kunzea leptospermoides F.Muell. ex Miq.
28. Kunzea linearis (Kirk) de Lange & Toelken
29. Kunzea micrantha Schauer
30. Kunzea micromera Schauer
31. Kunzea montana (Diels) Domin
32. Kunzea muelleri Benth.
33. Kunzea newbeyi Toelken
34. Kunzea obovata Byrnes
35. Kunzea occidentalis Toelken
36. Kunzea opposita F.Muell.
37. Kunzea parvifolia Schauer
38. Kunzea pauciflora Schauer
39. Kunzea peduncularis F.Muell.
40. Kunzea petrophila Toelken
41. Kunzea phylicoides (A.Cunn. ex Schauer) Druce
42. Kunzea pomifera F.Muell.
43. Kunzea praestans Schauer
44. Kunzea preissiana Schauer
45. Kunzea pulchella (Lindl.) A.S.George
46. Kunzea recurva Schauer
47. Kunzea robusta de Lange & Toelken
48. Kunzea × rosea (Turcz.) Govaerts
49. Kunzea rostrata Toelken
50. Kunzea rupestris Blakely
51. Kunzea salina (Trudgen & Keighery) Toelken & de Lange
52. Kunzea salterae de Lange
53. Kunzea sericothrix Toelken
54. Kunzea serotina de Lange & Toelken
55. Kunzea similis Toelken
56. Kunzea sinclairii (Kirk) W.Harris
57. Kunzea spathulata Toelken
58. Kunzea × squarrosa Turcz.
59. Kunzea strigosa Toelken & G.F.Craig
60. Kunzea sulphurea Tovey & P.Morris
61. Kunzea tenuicaulis de Lange
62. Kunzea toelkenii de Lange
63. Kunzea triregensis de Lange
64. Kunzea truncata Toelken

## Sinonimi
- Angasomyrtus Trudgen & Keighery; Nuytsia 4: 435 (1983)
- Pentagonaster Klotzsch; Allg. Gartenzeitung 4: 112 (1836)
- Salisia Lindl.; Sketch Veg. Swan R.: 10 (1839)
- Stenospermum Sweet ex Heynh.; Nom. Bot. Hort.: 787 (1841)
- Tillospermum Salisb.; Monthly Rev. 75: 74 (1814)